# Trichopelma fulvum
Espèce
Synonymes
- Psalistops fulvus Bryant, 1948
- Psalistops maculosa Bryant, 1948

Trichopelma fulvum est une espèce d'araignées mygalomorphes de la famille des Theraphosidae.

## Distribution
Cette espèce est endémique d'Haïti.

## Description
Le mâle holotype mesure 12,0 mm et la femelle paratype 16,0 mm.
Le mâle décrit par Mori et Bertani en 2020 mesure 10,53 mm et la femelle 15,48 mm.

## Systématique et taxinomie
Cette espèce a été décrite sous le protonyme Psalistops fulvus par Bryant en 1948. Elle est placée dans le genre Trichopelma par Mori et Bertani en 2020 qui dans le même temps placent Psalistops maculosa en synonymie.

## Publication originale
- Bryant, 1948 : The spiders of Hispaniola. Bulletin of the Museum of Comparative Zoology, vol. 100, p. 331-459 (texte intégral).